# 索姆河畔欧库尔
索姆河畔欧库尔（法語：Eaucourt-sur-Somme，法語發音：[okuʁ syʁ sɔm]）是法国上法蘭西大區索姆省的一个市镇，属于阿布维尔区。

## 地理
索姆河畔欧库尔（50°3'51"N, 1°53'8"E）面积4.42 平方千米，位于法国上法蘭西大區索姆省，该省份为法国北部沿海省份，北起加来海峡省和北部省，西接滨海塞纳省和大西洋英吉利海峡，南至瓦兹省，东临埃纳省。
与索姆河畔欧库尔接壤的市镇（或旧市镇、城区）包括：贝朗库尔、布赖莱马勒伊、埃帕涅-埃帕涅特、埃龙代勒、马勒伊-科贝尔、蓬雷米。

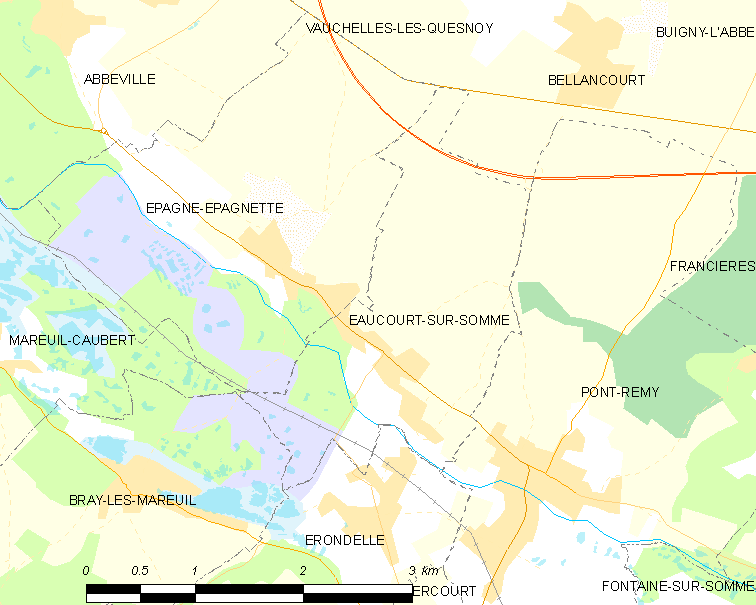
索姆河畔欧库尔的OSM定位图

索姆河畔欧库尔的时区为UTC+01:00、UTC+02:00（夏令时）。

## 行政
索姆河畔欧库尔的邮政编码为80580，INSEE市镇编码为80262。

## 政治
索姆河畔欧库尔所属的省级选区为阿布维尔第二县。

## 人口

1962-2008年间索姆河畔欧库尔人口变化图示

索姆河畔欧库尔于2022年1月1日时的人口数量为363人。